# Захарова, Евдокия Степановна
Евдоки́я Степа́новна Заха́рова (1912—2004) — телятница колхоза «Стексовский» Ардатовского района Горьковской (сейчас - Нижегородской) области, Герой Социалистического Труда (1966).

## Биография
Родилась 3 августа 1912 года в селе Стёксове Ардатовского района Нижегородской области в семье крестьянина.
В 1930 году одна из первых вступила в колхоз и стала работать телятницей на животноводческой ферме.
В первые годы работы в её группе выращивалось по 25 — 30 телят, в последующие — она выращивала до 200 телят в течение года, за год производя до 50 тонн мяса.
Более 20 лет возглавляла первенство в социалистическом соревновании животноводов района.
Указом Президиума Верховного Совета СССР от 22 марта 1966 года за достигнутые успехи в развитии животноводства, увеличении производства и заготовок мяса и другой продукции Захарова Евдокия Степановна удостоена звания Героя Социалистического Труда с вручением ордена Ленина и золотой медали «Серп и Молот».
Избиралась депутатом Ардатовского районного и Стексовского сельского Советов народных депутатов.
К моменту выхода на пенсию в 1985 году — её трудовой стаж составил 55 лет.
С 1994 года проживала в деревне Грязная Выксунского района Нижегородской области.
Скончалась 18 марта 2004 года.

## Награды
- Герой Социалистического Труда (1966)
- Орден Ленина (1966)
- Орден Октябрьской Революции (1973)
- Орден «Знак Почёта» (1958)
- 3 медали ВДНХ
- медали